# آلکس مکنا
آلکس مکنا (انگلیسی: Alex McKenna؛ زادهٔ ۱۵ اکتبر ۱۹۸۴) یک هنرپیشه اهل ایالات متحده آمریکا است. وی از سال ۱۹۹۲ میلادی تاکنون مشغول فعالیت بوده‌است. از کارهای او می‌توان به صدا پیشگی sadie adler در رد دد ۲ نام برد. او در فیلم داستان‌های کمپ آتش بازی کرده‌است.